# Slovacchia ai XXI Giochi olimpici invernali
La Slovacchia ha partecipato ai XXI Giochi olimpici invernali di Vancouver, che si sono svolti dal 12 al 28 febbraio 2010, con una delegazione di 73 atleti.

## Medaglie
| Medaglia | Atleta              | Sport    | Evento                           |
| -------- | ------------------- | -------- | -------------------------------- |
| Oro      | Anastasija Kuz'mina | Biathlon | 7,5 km sprint femminile          |
| Argento  | Anastasija Kuz'mina | Biathlon | 10 km inseguimento femminile     |
| Bronzo   | Pavol Hurajt        | Biathlon | 15 km partenza in linea maschile |

## Biathlon
| Gara                    | Atleta                                                      | Penalità    | Tempo d'arrivo | Posizione |
| ----------------------- | ----------------------------------------------------------- | ----------- | -------------- | --------- |
| 10 km sprint            | Pavol Hurajt                                                | 1 (0+1)     | 25'15"0        | 7         |
| 10 km sprint            | Marek Matiaško                                              | 3 (1+2)     | 27'37"4        | 66        |
| 10 km sprint            | Miroslav Matiaško                                           | 4 (1+3)     | 28'15"9        | 76        |
| 10 km sprint            | Dušan Šimočko                                               | 3 (1+2)     | 28'11"4        | 75        |
| 12,5 km inseguimento    | Pavol Hurajt                                                | 3 (1+0+0+2) | 35'12"8        | 16        |
| 15 km partenza in linea | Pavol Hurajt                                                | 0 (0+0+0+0) | 35'52"3        |           |
| 20 km individuale       | Pavol Hurajt                                                | 1 (0+0+1+0) | 49'39"0        | 5         |
| 20 km individuale       | Marek Matiaško                                              | 2 (0+1+0+1) | 52'47"9        | 33        |
| 20 km individuale       | Miroslav Matiaško                                           | 3 (1+1+0+1) | 53'29"2        | 47        |
| 20 km individuale       | Dušan Šimočko                                               | 2 (0+0+2+0) | 51'20"6        | 18        |
| Staffetta 4x7,5 km      | Miroslav Matiaško Marek Matiasko Dusan Simocko Pavol Hurajt | 1+4 1+8     | 1h 28'54"1     | 15        |

| Gara                      | Atleta                                                                 | Penalità    | Tempo d'arrivo | Posizione |
| ------------------------- | ---------------------------------------------------------------------- | ----------- | -------------- | --------- |
| 7,5 km sprint             | Jana Gereková                                                          | 3 (1+2)     | 21'54"0        | 40        |
| 7,5 km sprint             | Martina Halinárová                                                     | 2 (1+1)     | 22'19"0        | 54        |
| 7,5 km sprint             | Ľubomíra Kalinová                                                      | 5 (3+2)     | 23'47"2        | 81        |
| 7,5 km sprint             | Anastasija Kuz'mina                                                    | 1 (1+0)     | 19'55"6        |           |
| 10 km inseguimento        | Jana Gereková                                                          | 4 (0+3+0+1) | 34:20.1        | 40        |
| 10 km inseguimento        | Martina Halinárová                                                     | 6 (1+2+3+ ) | doppiata       | -         |
| 10 km inseguimento        | Anastasija Kuz'mina                                                    | 2 (0+1+1+0) | 30:28.3        |           |
| 12,5 km partenza in linea | Anastasija Kuz'mina                                                    | 3 (1+1+1+0) | 36:02.9        | 8         |
| 15 km individuale         | Jana Gereková                                                          | 4 (1+0+1+2) | 45'46"4        | 46        |
| 15 km individuale         | Martina Halinárová                                                     | 3 (0+1+0+2) | 45'38"7        | 44        |
| 15 km individuale         | Ľubomíra Kalinová                                                      | 7 (2+0+2+3) | 50'38"7        | 80        |
| 15 km individuale         | Anastasija Kuz'mina                                                    | 5 (2+1+1+1) | 45'16"0        | 39        |
| Staffetta 4x6 km          | Martina Halinárová Anastasija Kuz'mina Natália Prekopová Jana Gereková | 0+2 1+9     | 1h 13'15"8     | 13        |

## Bob
| Gara                   | Equipaggio                                                    | Manche 1 | Manche 2    | Manche 3 | Manche 4 | Totale  | Posizione |
| ---------------------- | ------------------------------------------------------------- | -------- | ----------- | -------- | -------- | ------- | --------- |
| Bob a due maschile     | Milan Jagnešák Petr Narovec                                   | 53"18    | 53"16       | 52"73    | 52"99    | 3'32"06 | 20        |
| Bob a quattro maschile | Milan Jagnešák Marcel Lopuchovský Petr Narovec Martin Tešovič | 55"25    | non partiti |          |          |         | -         |

## Hockey su ghiaccio

### Torneo maschile

#### Roster
- Peter Budaj
- Jaroslav Halák
- Rastislav Staňa
- Zdeno Chára
- Milan Jurčina
- Richard Lintner
- Andrej Meszároš
- Andrej Sekera
- Martin Štrbák
- Ľubomír Višňovský
- Ľuboš Bartečko
- Martin Cibák
- Pavol Demitra
- Marián Gáborík
- Michal Handzuš
- Marcel Hossa
- Marián Hossa
- Tomáš Kopecký
- Žigmund Pálffy
- Branko Radivojevič
- Miroslav Šatan
- Jozef Stümpel
- Richard Zedník

#### Prima fase
| Vancouver 17 febbraio 2010, ore 21:00 UTC-8 | Rep. Ceca | 3 – 1 (1-0, 2-1, 0-0) referto | Slovacchia | Canada Hockey Place |

| Vancouver 18 febbraio 2010, ore 21:00 UTC-8 | Slovacchia | 2 – 1 SO (0-0, 0-1, 1-0, 0-0, 2/7, 1/7) referto | Russia | Canada Hockey Place |

| Vancouver 20 febbraio 2010, ore 16:30 UTC-8 | Lettonia | 0 – 6 (0-3, 0-2, 0-1) referto | Slovacchia | Canada Hockey Place |

Classifica
| Squadre    | Punti | PG | V | VOT | POT | P | GF | GS | DG  |
| ---------- | ----- | -- | - | --- | --- | - | -- | -- | --- |
| Russia     | 7     | 3  | 2 | 0   | 1   | 0 | 13 | 6  | +7  |
| Rep. Ceca  | 6     | 3  | 2 | 0   | 0   | 1 | 10 | 7  | +3  |
| Slovacchia | 5     | 3  | 1 | 1   | 0   | 1 | 9  | 4  | +5  |
| Lettonia   | 0     | 3  | 0 | 0   | 0   | 3 | 4  | 19 | -15 |

#### Fase ad eliminazione diretta
Playoff
| Vancouver 23 febbraio 2010, ore 21:00 UTC-8 | Slovacchia | 4 – 3 (3-1, 0-2, 1-0) referto | Norvegia | Canada Hockey Place |

Quarti di finale
| Vancouver 24 febbraio 2010, ore 21:00 UTC-8 | Svezia | 3 – 4 (0-0, 2-3, 1-1) referto | Slovacchia | Canada Hockey Place |

Semifinale
| Vancouver 26 febbraio 2010, ore 18:30 UTC-8 | Canada | 3 – 2 (2-0, 1-0, 0-2) referto | Slovacchia | Canada Hockey Place |

Finale per il bronzo
| Vancouver 27 febbraio 2010, ore 19:00 UTC-8 | Finlandia | 5 – 3 (1-0,0-3,4-0) referto | Slovacchia | Canada Hockey Place |

### Torneo femminile

#### Roster
- Jana Budajová
- Monika Kvaková
- Zuzana Tomčíková
- Petra Babiaková
- Barbora Brémová
- Iveta Karafiátová
- Michaela Matejová
- Petra Országhová
- Edita Raková
- Natalie Babonyová
- Nikoleta Celárová
- Janka Čulíková
- Nicol Čupková
- Anna Džurňáková
- Nikola Gápová
- Mária Herichová
- Petra Jurčová
- Jana Kapustová
- Zuzana Moravčíková
- Petra Pravlíková
- Martina Veličková

#### Prima fase
| Vancouver 13 febbraio 2010, ore 17:00 UTC-8 | Canada | 18 – 0 (7-0, 6-0, 5-0) referto | Slovacchia | Canada Hockey Place (16.496 spett.) |

| Vancouver 15 febbraio 2010, ore 19:00 UTC-8 | Svezia | 6 – 2 (3-2, 2-0, 1-0) referto | Slovacchia | UBC Winter Sports Centre (5.323 spett.) |

| Vancouver 17 febbraio 2010, ore 19:00 UTC-8 | Slovacchia | 2 – 5 (1-0, 0-1, 1-4) referto | Svizzera | UBC Winter Sports Centre |

Classifica
| Squadre    | Punti | PG | V | VOT | POT | P | GF | GS | DG  |
| ---------- | ----- | -- | - | --- | --- | - | -- | -- | --- |
| Canada     | 9     | 3  | 3 | 0   | 0   | 0 | 41 | 2  | +39 |
| Svezia     | 6     | 3  | 2 | 0   | 0   | 1 | 10 | 15 | -5  |
| Svizzera   | 3     | 3  | 1 | 0   | 0   | 2 | 6  | 15 | -9  |
| Slovacchia | 0     | 3  | 0 | 0   | 0   | 3 | 4  | 29 | -25 |

#### Fase ad eliminazione diretta
Semifinale 5º-8º posto
| Vancouver 20 febbraio 2010, ore 19:00 UTC-8 | Russia | 4 – 2 (2-0, 1-1, 1-1) referto | Slovacchia | UBC Winter Sports Centre |

Finale 7º-8º posto
| Vancouver 22 febbraio 2010, ore 14:30 UTC-8 | Cina | 3 – 1 (0-1, 1-0, 2-0) referto | Slovacchia | UBC Winter Sports Centre |

## Pattinaggio di figura
| Gara                  | Atleta             | Breve | Breve | Libero          | Libero          | Totale | Totale |
| Gara                  | Atleta             | Punti | Pos.  | Punti           | Pos.            | Punti  | Pos.   |
| --------------------- | ------------------ | ----- | ----- | --------------- | --------------- | ------ | ------ |
| Individuale femminile | Ivana Reitmayerová | 41,94 | 28    | non qualificata | non qualificata | 41,94  | 28     |

## Salto con gli sci
| Gara               | Atleta       | Qualificazioni | Qualificazioni | Qualificazioni | Finale          | Finale         | Finale          | Finale         | Finale       | Posizione |
| Gara               | Atleta       | Lunghezza      | Punti          | Pos.           | Lungh. 1° salto | Punti 1° salto | Lungh. 2° salto | Punti 2° salto | Punti totali | Posizione |
| ------------------ | ------------ | -------------- | -------------- | -------------- | --------------- | -------------- | --------------- | -------------- | ------------ | --------- |
| Trampolino normale | Tomáš Zmoray | 94,0           | 107,5          | 42             |                 |                |                 |                |              |           |
| Trampolino lungo   | Tomáš Zmoray | 119,6          | 100,6          | 40             | 108,0           | 77,4           |                 |                | 77,4         | 43        |

## Sci alpino
| Gara           | Atleta            | 1° manche  | 2° manche | Tempo totale | Posizione |
| -------------- | ----------------- | ---------- | --------- | ------------ | --------- |
| Slalom         | Jaroslav Babušiak | 52"10      | 54"76     | 1'46"86      | 30        |
| Gigante        | Jaroslav Babušiak | 1'22"22    | 1'24"90   | 2'47"12      | 44        |
| Super-g        | Jaroslav Babušiak | 1'35"25    | 1'35"25   | 1'35"25      | 37        |
| Discesa        | Jaroslav Babušiak | 1'59"99    | 1'59"99   | 1'59"99      | 52        |
| Supercombinata | Jaroslav Babušiak | non finito |           |              |           |

| Gara    | Atleta            | 1° manche | 2° manche   | Tempo totale | Posizione |
| ------- | ----------------- | --------- | ----------- | ------------ | --------- |
| Slalom  | Jana Gantnerová   | 53"54     | 53"92       | 1'47"46      | 24        |
| Slalom  | Veronika Zuzulová | 52"11     | 53"03       | 1'45"14      | 10        |
| Gigante | Jana Gantnerová   | 1'20"00   | 1'15"73     | 2'35"73      | 35        |
| Gigante | Veronika Zuzulová | 1'18"96   | non partita |              |           |

## Sci di fondo
| Gara                        | Atleta                                                | Tempo d'arrivo | Posizione  |
| --------------------------- | ----------------------------------------------------- | -------------- | ---------- |
| 15 km a tecnica libera      | Martin Bajčičák                                       | 34'59"3        | 23         |
| 15 km a tecnica libera      | Ivan Bátory                                           | 35'38"1        | 40         |
| 15 km a tecnica libera      | Michal Malak                                          | 36'22"8        | 54         |
| 30 km inseguimento          | Martin Bajčičák                                       | 1h 17'58"1     | 25         |
| 50 km con partenza in linea | Martin Bajčičák                                       | non finito     | non finito |
| 50 km con partenza in linea | Ivan Bátory                                           | non finito     | non finito |
| Staffetta 4x10 km           | Martin Bajčičák Ivan Bátory Michal Malak Peter Mlynár | 1h 49'52"0     | 12         |

| Gara              | Atleta                   | Qualificazioni | Qualificazioni | Quarti di finale | Quarti di finale | Semifinali | Semifinali | Finale | Finale    |
| Gara              | Atleta                   | Tempo          | Pos.           | Tempo            | Pos.             | Tempo      | Pos.       | Tempo  | Posizione |
| ----------------- | ------------------------ | -------------- | -------------- | ---------------- | ---------------- | ---------- | ---------- | ------ | --------- |
| Individuale       | Peter Mlynár             | 3'55"76        | 57             |                  |                  |            |            |        |           |
| Sprint di squadra | Ivan Bátory Michal Malák |                |                |                  |                  | 19'07"5    | 7          |        |           |

| Gara        | Atleta            | Qualificazioni | Qualificazioni | Quarti di finale | Quarti di finale | Semifinali | Semifinali | Finale | Finale    |
| Gara        | Atleta            | Tempo          | Pos.           | Tempo            | Pos.             | Tempo      | Pos.       | Tempo  | Posizione |
| ----------- | ----------------- | -------------- | -------------- | ---------------- | ---------------- | ---------- | ---------- | ------ | --------- |
| Individuale | Alena Procházková | 3'46"16        | 16             | 3'40"1           | 4                |            |            |        |           |

## Slittino
| Gara              | Atleta                     | Manche 1 | Manche 2 | Manche 3 | Manche 4 | Totale   | Posizione |
| ----------------- | -------------------------- | -------- | -------- | -------- | -------- | -------- | --------- |
| Singolo maschile  | Jozef Ninis                | 49"196   | 49"153   | 49"643   | 49"039   | 3'17"414 | 24        |
| Singolo femminile | Veronika Sabolová          | 41"999   | 41"925   | 42"563   | 42"055   | 2'48"542 | 14        |
| Singolo femminile | Jana Šišajová              | 42"297   | 42"172   | 42"529   | 48"101   | 2'55"099 | 27        |
| Doppio            | Ján Harniš Branislav Regec | 42"018   | 42"018   | 41"924   | 41"924   | 1'23"942 | 11        |